# Florian Höfner

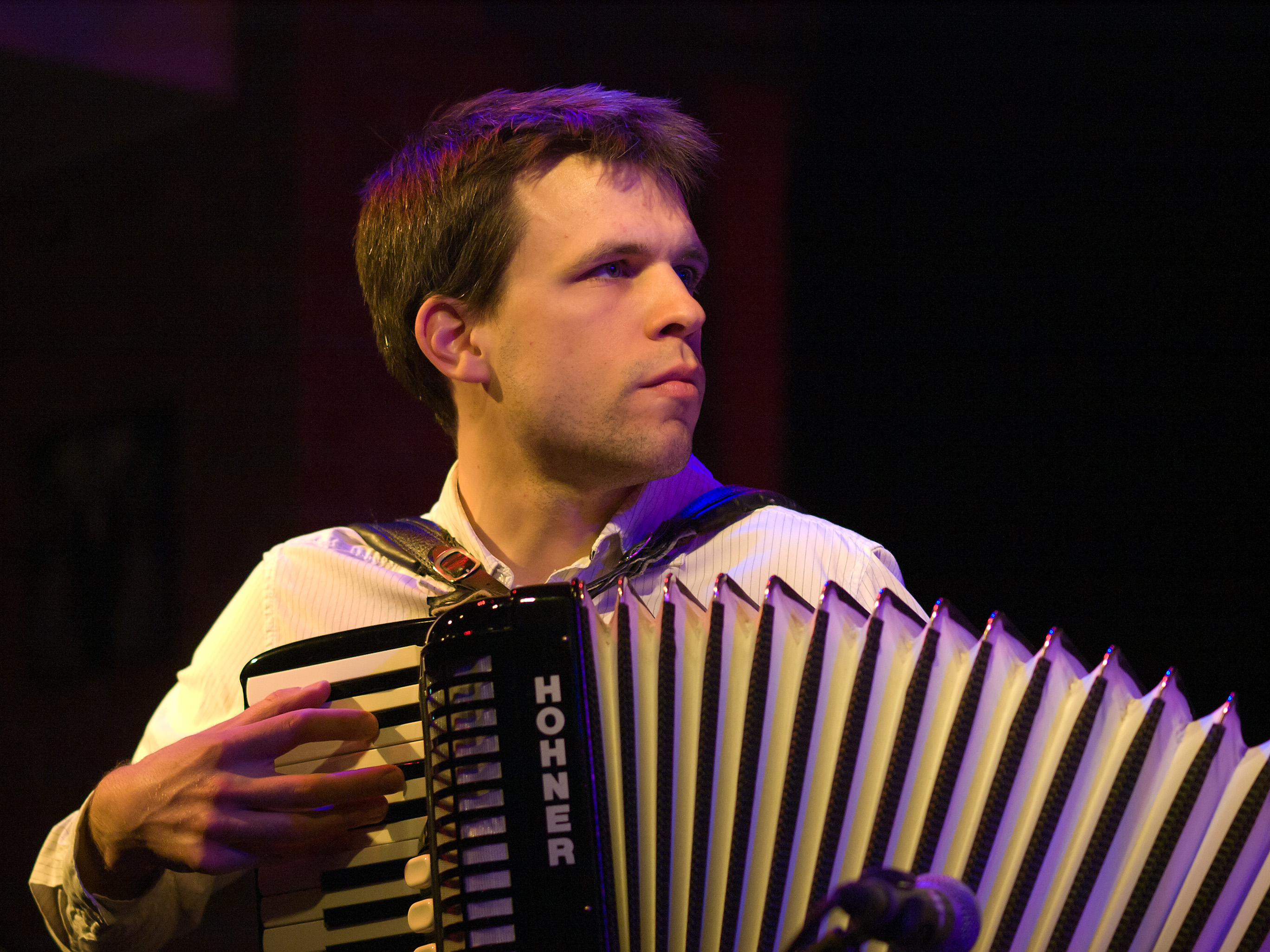
Florian Höfner, 2011

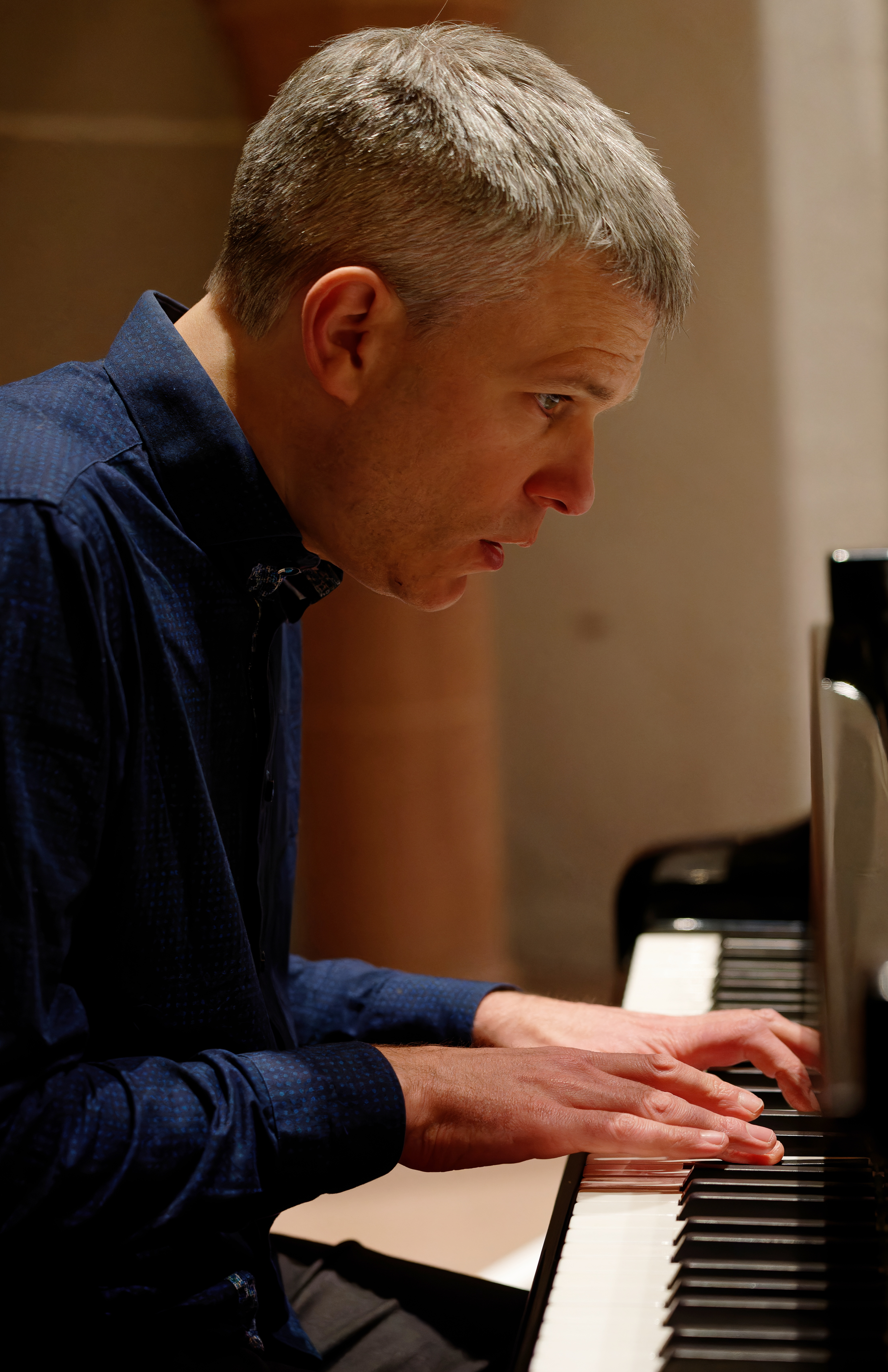
Florian Höfner mit seinem Trio in der Stadtkirche Darmstadt am 1. Dezember 2023

Florian Höfner (* 29. August 1982 in Höchstadt an der Aisch) ist ein deutscher Jazzmusiker (Piano, Komposition).

## Leben und Wirken
Höfner wuchs in Höchstadt auf und erlernte an der örtlichen Musikschule Klavier, Akkordeon und Trompete; er spielte in der Jazz-Combo und begleitete den Chor des Gymnasiums am Piano. Seit 2002 studierte er Jazzpiano an der Universität der Künste Berlin. Nach einem ersten Abschluss als Jazzpianist studierte er mit einem Fulbright-Stipendium an der Manhattan School of Music, wo ihn Jason Moran, Dave Liebman und Garry Dial unterrichteten und er 2010 seinen Master absolvierte.
International wurde er zunächst mit der Band Subtones (mit Magnus Schriefl, Malte Dürrschnabel, Peter Gall und Ruben Samama bzw. aktuell Matthias Pichler) bekannt, die 2005 den Jazz-Wettbewerb in Straubing gewann und 2008 den Tremplin-Wettbewerb in Avignon. Die Gruppe legte bisher vier Alben vor. Er teilte die Bühne mit Künstlern wie Joe Lovano, Seamus Blake, Rich Perry, John Riley und Tim Ries. Zudem leitete er seine in New York ansässige Florian Hoefner Group, die 2012 ihr Debütalbum Songs without Words veröffentlichte und seither mehrfach in Europa und Nordamerika auf Tournee war. Die Florian Hoefner Group erhielt 2013 den Kleinkunstpreis Ravensburger Kupferle. Seit 2014 lebt er im Osten Kanadas. 2022 legte er das Album Desert Bloom (Alma) vor, aufgenommen mit dem Kontrabassisten Andrew Downing und dem Schlagzeuger Nick Fraser; es wurde mit 2023 dem Juno Award/Jazz Album of the Year – Group ausgezeichnet. Mit dem Atlantic Jazz Collective (einem 
Quintett  mit Norma Winstone, Mike Murley, Jim Vivian und Joe LaBarbera) folgte Seascape.
Neben seinen eigenen Ensembles haben auch das Bundesjazzorchester und das Lucerne Jazz Orchestra Kompositionen von Höfner aufgeführt. Er ist zweimaliger Gewinner des ASCAP Young Jazz Composer Award und gehörte zum BMI Jazz Composers' Workshop unter der Leitung von Jim McNeely.